# IC 4975
IC 4975 ist eine linsenförmige Galaxie vom Hubble-Typ SB0 im Sternbild Telescopium am Südsternhimmel. Sie ist schätzungsweise 197 Millionen Lichtjahre von der Milchstraße entfernt und hat einen Durchmesser von etwa 65.000 Lichtjahren.

Das Objekt wurde am 31. August 1904 von Royal Harwood Frost entdeckt.